# Folkeafstemningen om homoseksuelle vielser i Slovakiet 2015
Folkeafstemningen om homoseksuelle vielser i Slovakiet 2015 blev afholdt i Slovakiet den 7. februar 2015. Valgresultatet blev at et flertal stemte for lovliggørelse af vielser med personer af samme køn eller homoseksuelle. På grund af lav valgdeltagelse bliver afstemningen anset som ugyldig.
Ifølge en meningsmåling fra 2006 støttede 19% af Slovakkerne homoseksuelle vielse mens 81% var imod, mens 12% støttede og 84% var imod adoption. European Social Survey udgav i 2010 en meningsmåling hvor de påstod 42% af Slovakkerne mente at “bøsser og lesbiske skulle have have fri ret til at leve deres liv som de ønskede”.

## Resultat
Folkeafstemningen blev anset som ugyldig på grund af lav valgdeltagelse, da kun 21,4 % af de stemmeberettigede afgav deres stemme, langt fra de 50%, der kræves for at afstemningen ville være juridisk bindende.
| Spørgsmål                                                                                     | For     | For   | Imod    | Imod | Ugyldige/ blanke | Totalt  | Registrerede vælgere | Deltagelse |
| Spørgsmål                                                                                     | Stemmer | %     | Stemmer | %    | Ugyldige/ blanke | Totalt  | Registrerede vælgere | Deltagelse |
| --------------------------------------------------------------------------------------------- | ------- | ----- | ------- | ---- | ---------------- | ------- | -------------------- | ---------- |
| Spørgsmål 1 – vielse                                                                          | 892.719 | 94,50 | 39.088  | 4,13 | 12.867           | 944.674 | 4.411.529            | 21,41      |
| Spørgsmål 2 – adoption                                                                        | 873.224 | 92,43 | 52.389  | 5,54 | 19.061           | 944.674 | 4.411.529            | 21,41      |
| Spørgsmål 3 – seksualundervisning                                                             | 853.241 | 90,32 | 69.349  | 7,34 | 22.084           | 944.674 | 4.411.529            | 21,41      |
| Kilde: Statistical Office of the Slovak Republic Arkiveret 8. februar 2015 hos hos Archive.is |         |       |         |      |                  |         |                      |            |